# Route 520 (Terre-Neuve-et-Labrador)
Pour les articles homonymes, voir Route 520.
La route 520 est une route provinciale tertiaire de la province canadienne de Terre-Neuve-et-Labrador située dans le centre du Labrador, précisément dans la région de Happy Valley-Goose Bay. D'orientation nord-sud, elle relie la route 500 (route Trans Québec-Labrador) à Happy Valley-Goose Bay et la ville de North West River, et ce, en suivant la baie Goose sur une distance de 45 kilomètres. Elle est une route faiblement à moyennement empruntée et son revêtement est asphalté sur l'entièreté de son tracé.

## Communautés traversées
- Happy Valley-Goose Bay
- North West River